# UBI Banca
UBI Banca (Unione di Banche Italiane Società Cooperativa per Azioni (SCpA)) is een grote bank in Italië. De bank is genoteerd aan de Borsa Italiana en maakt onderdeel uit van de aandelenindex FTSE MIB. Medio 2020 kwam de bank in handen van concurrent Intesa Sanpaolo.
In Italië behoren tot de UBI Banca: Banca Popolare di Bergamo, Banco di Brescia, Banca Popolare Commercio e Industria, Banca Regionale Europea, Banca Popolare di Ancona, Banca Carime, Banca di Valle Camonica, UBI Banca Private Investment en de online IW Bank. Het hoofdkantoor van UBI Banca is gevestigd in Bergamo. De bank heeft tevens kantoren in Luxemburg, Duitsland en Spanje.
In 2019 was UBI Banca de vijfde bank in Italië gemeten naar balanstotaal. Het had een binnenlands marktaandeel van zo'n 7%. Er waren 19.500 medewerkers actief mede in de 1565 bankkantoren in het land.
De bank ontstond 1 april 2007 uit de fusie van de bankgroepen Banche Popolari Italiane (BPU) en Banca Lombarda (BL).